# Episodi di Squadra Speciale Cobra 11 (quattordicesima stagione)
La quattordicesima stagione della serie televisiva Squadra Speciale Cobra 11 è stata trasmessa in prima visione in Germania da RTL dal 3 settembre al 29 ottobre 2009 (stagione 26 di RTL) e dall'11 marzo al 22 aprile 2010 (stagione 27). In Italia è stata trasmessa in prima visione da Rai 2 dal 22 luglio al 16 settembre 2010 per i primi sette episodi, e dal 1º giugno al 18 luglio 2011 per i rimanenti, seguendo l'ordine di trasmissione tedesca.
Il primo episodio ha durata doppia in quanto telefilm pilota della stagione.
| nº | Titolo originale        | Titolo italiano       | Prima TV Germania | Prima TV Italia   |
| -- | ----------------------- | --------------------- | ----------------- | ----------------- |
| 1  | Das Ende der Welt       | Pandora               | 3 settembre 2009  | 22 luglio 2010    |
| 2  | Das Kartell             | Il cartello           | 10 settembre 2009 | 3 agosto 2010     |
| 3  | Bruderliebe             | Il coraggio di Andrea | 17 settembre 2009 | 10 agosto 2010    |
| 4  | Operation: Gemini       | Il dossier            | 24 settembre 2009 | 24 agosto 2010    |
| 5  | Der Panther             | Furto d'arte          | 1º ottobre 2009   | 9 settembre 2010  |
| 6  | Der verlorene Sohn      | Vecchi rancori        | 8 ottobre 2009    | 16 settembre 2010 |
| 7  | Alte Freunde            | Un'amara verità       | 15 ottobre 2009   | 16 settembre 2010 |
| 8  | Rhein in Flammen        | Fiamme sul Reno       | 22 ottobre 2009   | 1º giugno 2011    |
| 9  | Geliebter Feind         | Amato nemico          | 29 ottobre 2009   | 8 giugno 2011     |
| 10 | Koma                    | Lieto evento          | 11 marzo 2010     | 15 giugno 2011    |
| 11 | Cyberstorm              | Tempesta cibernetica  | 18 marzo 2010     | 20 giugno 2011    |
| 12 | Kopfgeld auf Kim Krüger | Il boss               | 25 marzo 2010     | 27 giugno 2011    |
| 13 | Tag der finsternis      | L'eclissi             | 8 aprile 2010     | 4 luglio 2011     |
| 14 | Spurlos                 | Senza traccia         | 15 aprile 2010    | 11 luglio 2011    |
| 15 | Codename Tiger          | La spia senza nome    | 22 aprile 2010    | 18 luglio 2011    |

## Pandora
- Titolo originale: Das Ende der Welt
- Diretto da: Axel Sand
- Scritto da: Arne Nolting, Jan-Martin Scharf

### Trama
Subito dopo aver diffuso un video in Internet che mostra un uomo in agonia, uno sconosciuto viene assassinato in un bosco. Dalle prime indagini di Ben e Semir sembrerebbe che la vittima stesse investigando sulla Rassmann Biotec, una nota azienda farmaceutica; dalle prove raccolte risulta che nella ditta si svolgono test vietati dalla legge. I due in seguito scopriranno che in ballo c'è il destino dell'intera umanità, dato che il ricchissimo Wolf Rassmann sta sperimentando un virus mortale per venderlo a Kenzo Toshiro, un fanatico giapponese. Mentre indagano sull'azienda del multimilionario, Ben e Semir vengono infettati dal virus per colpa di Oliver Sturm (un fanatico complottista) che li ha condotti lì. Dopo altre indagini, arriveranno in un padiglione in campagna dove Rassmann conduceva i suoi esperimenti illegali. Ci troveranno dentro il dottor Simon: questo rivela che Rassmann aveva sperimentato il virus su di lui per essere sicuro della sua qualità. È proprio in questo frangente che i due scoprono una bomba, piazzata da Rassmann; nell'esplosione Simon muore. Interviene però Oliver, che salverà la vita a Semir e Ben, in procinto di suicidarsi per la disperazione, dato che l'unico che poteva salvarli è morto: li chiama informandoli che Rassmann sta vendendo il vaccino per il virus. Qui, Toshiro farà uccidere Rassmann e dopo un inseguimento all'ultimo sangue, i due capiscono che i giapponesi stanno andando alla fiera del turismo per diffondere il virus. C'è un ultimo inconveniente: Semir si è procurato il vaccino, Ben no; alla fine Ben sta per morire, quando interviene Semir, che riesce ad uccidere il giapponese e inietta la siringa a Ben appena in tempo. I due poliziotti alla fine riescono a scappare dalla fiera che sta andando a fuoco. 
- Altri interpreti: Oliver Pocher (Oliver Sturm "Sturmi"), Paul Frielinghaus (Wolf Rassmann), Hong Ping Tang (Kenzo Toshiro), Max Gertsch (Jan Bertold), Oona-Devi Liebich (Svenja), Carina Wiese (Andrea Gerkhan)
- Ascolti Italia: telespettatori 29.297.000 – share pari al 32,59%

Nota: l'episodio, come tutti quelli a durata doppia, in Italia è stato trasmesso in prima visione integralmente, e successivamente diviso in una prima parte e in una seconda parte in occasione delle successive repliche in fascia preserale, con relativo adattamento del titolo.

## Il cartello
- Titolo originale: Das Kartell
- Diretto da: Heinz Dietz
- Scritto da: Stefan Dauck

### Trama
Semir e Ben devono infiltrarsi in una banda di narcotrafficanti: il loro obiettivo è scoprire la vera identità del capo dell'organizzazione. Ben, quindi, decide di avvicinare l'unica donna che fa parte del gruppo e cerca di conquistare la sua fiducia.
- Altri interpreti: Doreen Jacobi (Carmen Winkler), Peter Benedict (Wulff), Ulrich Wiggers (Maggiore Tietze)

- Ascolti Italia: telespettatori 2 214 000 - share 11,32%[2]

## Il coraggio di Andrea
- Titolo originale: Bruderliebe
- Diretto da: Heinz Dietz
- Scritto da: Horst Wieschen

### Trama
Semir e Ben trovano il cadavere di un buttafuori. I due ispettori iniziano ad indagare nell'ambiente dei night club e delle discoteche, e risalgono al proprietario di un locale che gestisce un traffico di droga. Grazie ad un ragazzo seguito da Andrea al centro di riabilitazione, gli uomini di Cobra 11 scoprono che tutti gli spacciatori coinvolti nel giro erano passati per l'istituto.
- Altri interpreti: Carina Wiese (Andrea Gerkhan), Vinzenz Kiefer (Dennis Kortmann)

- Ascolti Italia: telespettatori 1 988 000 - share 10,07%[2]
- Nota: l'attore che interpreta Dennis, Vinzenz Kiefer, a partire dalla diciottesima stagione interpreterà la parte del nuovo compagno di Semir, Alex Brandt, ricoprendo il ruolo fino alla ventesima stagione.

## Il dossier
- Titolo originale: Operation: Gemini
- Diretto da: Alexander Sascha Thiel
- Scritto da: Stefan Dauck

### Trama
Ben e Semir si occupano del caso di Lisa, figlia di un banchiere. La giovane, che ha troncato ogni tipo di rapporto con la famiglia, ha rubato la giacca al suo avvocato e, in tasca, ha trovato una chiave che apre la cassetta di un deposito bagagli. All'interno c'è uno scottante dossier che riguarda il vice ministro degli Interni.
- Altri interpreti: Jennifer Ulrich (Lisa), Michael Goldberg (Vice Ministro), Karl Kranzkowski (Egon Glowski), Philippe Danne (Paul), Nils Düwell (Mike Bresch)

- Ascolti Italia: telespettatori 2 325 000 - share 11,46%[2]

## Furto d'arte
- Titolo originale: Der Panther
- Diretto da: Alexander Sascha Thiel
- Scritto da: Andreas Heckmann

### Trama
Un collezionista denuncia il furto di una statuetta africana. La cosa insolita è che il valore dell'oggetto è di gran lunga inferiore a quello di altre opere d'arte presenti nella sua villa. I sospetti di Ben e Semir cadono inizialmente su di un ladro ormai in pensione. Ma ben presto il caso si infittisce: dal museo di Bonn viene infatti rubata un'altra scultura.
- Altri interpreti: Wolf Roth (Alexander Christoff), Gerit Kling (Conny Weber)
- Ascolti Italia: telespettatori 2 063 000 - share 7,81%[2]

## Vecchi rancori
- Titolo originale: Der verlorene Sohn
- Diretto da: Heinz Dietz
- Scritto da: Ingo Regenbogen

### Trama
Una banda di ladri ruba materiale esplosivo alle squadre SEK della polizia; il caso viene affidato a Semir e Ben.
- Altri interpreti: Constantin von Jascerhoff (Patrick Weissmann), ? (Charlie Weissmann)
- Ascolti Italia: telespettatori 1 985 000 - share 7,41%[2]

## Un'amara verità
- Titolo originale: Alte Freunde
- Diretto da: Heinz Dietz
- Scritto da: Ralf Ruland

### Trama
Un furgone della polizia che trasporta un grosso carico di droga sequestrata viene assalito. Dalle indagini della Polizia autostradale, emerge che il primo sospettato potrebbe essere La Cosa, delinquente già arrestato tempo prima per spaccio di sostanze stupefacenti.
- Altri interpreti: Susan Sideropoulos (Claudia Wolters), Christian Tasche (Norbert Wolters), Christian Körner (Kowalski), ? (Petzold)
- Ascolti Italia: telespettatori 2 088 000 - share 8,44%[2]

## Fiamme sul Reno
- Titolo originale: Rhein in Flammen
- Diretto da: Franco Tozza
- Scritto da: Jürgen Matthäi, Thomas Retzbach

### Trama
Siccome Ben e Semir questa volta non hanno distrutto un'auto di servizio qualsiasi, ma la Mercedes del capo, vengono trasferiti alla polizia marina. Lì i due ispettori devono risolvere il caso di una serie di attentati ai danni di una compagnia di navigazione di Düsseldorf. Scopriranno poi che questo caso è collegato all'omicidio di un archeologo.
- Altri interpreti: Jasmin Gerat (Conny Friedrichs), Dirk Martens (Roloff), Tobias Kay (Frank), Ljubisa Lupo Grujcic (Comandante)
- Ascolti Italia: telespettatori 1 864 000 - share 7,04%[2]

## Amato nemico
- Titolo originale: Geliebter Feind
- Diretto da: Franco Tozza
- Scritto da: Andreas Heckmann

### Trama
Un gruppo di giovani ladri d'auto ruba da un garage svariate auto di lusso. Semir e Ben inseguono i colpevoli, ma questi riescono a fuggire all'ultimo momento.
- Altri interpreti: Vijessna Ferkic (Julia), Elyas M'Barek (Tim Basna), Florian Panzner (Nico Schultz), Oliver Mario (...), Carina Wiese (Andrea Gerkhan)
- Ascolti Italia: telespettatori 2 129 000 - share 7,96%[2]

## Lieto evento
- Titolo originale: Koma
- Diretto da: Axel Sand
- Scritto da: Jürgen Matthäi, Thomas Retzbach

### Trama
La poliziotta Tanja si risveglia dal coma dopo sette anni, e rientra immediatamente nelle priorità della polizia e delle mafie della droga. Nell'operazione segreta in cui lei era stata gravemente ferita, infatti, erano scomparse misteriosamente grandi quantità di droga e di denaro. L'intero caso riemerge improvvisamente, considerato anche che Tanja aveva al momento dell'incidente una relazione con Semir, e apparentemente lei lo ama ancora; ma Semir ora è un uomo felicemente sposato e padre di famiglia. Gli eventi cambiano, quando Andrea, incinta della seconda figlia, viene rapita da un gangster ricercato in tutto il mondo e viene offerta per uno scambio di ostaggi con Tania. I poliziotti autostradali provano a preparare una trappola, ma il mafioso è astuto, e riesce a sequestrare Tanja tenendosi ancora come ostaggio Andrea. A Semir e Ben rimane poco tempo per trovare il nascondiglio, anche se ancora non sanno esattamente che cosa sia successo davvero sette anni prima. Alla fine, Andrea verrà liberata, giusto in tempo per la nascita di Lily.
- Altri interpreti:Carina Wiese (Andrea Gerkhan), Mina Tander (Tanja), Miguel Herz-Kestranek (De Franco), Oliver Masucci (scagnozzo di De Franco), Yu Fang (...)
- Ascolti Italia: telespettatori 2 120 000 - share 8,44%[2]

## Tempesta cibernetica
- Titolo originale: Cyberstorm
- Diretto da: Heinz Dietz
- Scritto da: Horst Wieschen

### Trama
Cinque colleghi di una società di giochi per computer sono stati uccisi; Semir e Ben non sanno come procedere. L'unica sopravvissuta è la programmatrice Lara, e durante l'indagine Hartmut s'innamora della giovane donna. Quando però una sentenza condanna Lara come hacker pericolosa, inizia insieme a Hartmut la fuga. Poco dopo, a Colonia crollano tutte le forniture principali a causa di un attacco hacker. Lara sospetta di un altro esperto nel campo: se non si interviene, tutta la città potrebbe rimanere paralizzata.
- Altri interpreti: Cosma Shiva Hagen (Lara), Tonio Arango (Schwarzer), Raphael Vogt (David)
- Ascolti Italia: telespettatori 2 485 000 - share 9,64%[2]

## Il boss
- Titolo originale: Kopfgeld auf Kim Krüger
- Diretto da: Axel Sand
- Scritto da: Ralf Ruland

### Trama
Nella razzia in una discoteca viene ucciso il proprietario e boss della droga Thomas Reinhardt con la pistola d'ordinanza della Krüger. Il padre del morto, il boss mafioso Rolf Reinhardt, rende responsabile la Krüger per la morte di suo figlio e stabilisce una taglia sulla sua testa: un milione di Euro per la sua morte.
- Altri interpreti: Kerstin Thielemann (Isolde Maria Schrankmann), Mathieu Carrière (Rolf Reinhardt), Joachim Nimtz (padre di Sofia), Sylta Fee Wegmann (Sofia)
- Ascolti Italia: telespettatori 2 573 000 - share 11,12%[2]

## L'eclissi
- Titolo originale: Tag der finsternis
- Diretto da: Heinz Dietz
- Scritto da: Lorenz Stassen

### Trama
Nel corso di una sosta in un'area di servizio Semir e Kim Krüger diventano testimoni di un omicidio; durante l'inseguimento i colpevoli riescono a fuggire. Le successive indagini portano Semir e Ben sulle tracce di una banda che sta progettando un crimine insolito che potrà avvenire solo nel corso dei quattro minuti di una eclissi solare. Nicolas Pesch, un ex-amico di scuola di Ben, ha avuto contatti con i criminali e può quindi fornire informazioni importanti a loro. Ben e Semir tuttavia non sanno ancora né cosa ha in mente la banda, né dove avverrà il colpo. I gangster vogliono evitare a tutti i costi la polizia così poco prima del colpo pianificato arrivano sulla pista; l'amico di Ben improvvisamente diventa il fattore decisivo.
- Altri interpreti: Mirko Lang (Nicolas "Nico" Pesch), Bernd Gnann (...), Christian Feist (Michael Saizew), Alexis Schvartzman (...)
- Ascolti Italia: telespettatori 2 721 000 - share 11,32%[2]

## Senza traccia
- Titolo originale: Spurlos
- Diretto da: Alexander Sascha Thiel
- Scritto da: Ingo Regenbogen

### Trama
Ben e Semir diventano testimoni di un omicidio. Dieter Bonrath conosce la vittima: si tratta di Rick Faber, che insieme al figlio di Dieter, Jochen, gestisce una società di Security. Visto che Faber ha precedenti penali per possesso di droga e nella sua auto viene trovato un milione di Euro, Semir e Ben credono che l'omicidio sia un regolamento di conti tra spacciatori. Quando i due ispettori però vanno a casa di Faber, trovano una lettera di ricatto. Presto Jochen verrà rapito assieme al padre.
- Altri interpreti: Tillbert Strahl-Schäfer (Jochen Bonrath), Ralf Richter (Wolf Turowski), Miranda Leonhardt (Katja)
- Ascolti Italia: telespettatori 2 248 000 - share 10,81%[2]

## La spia senza nome
- Titolo originale: Codename Tiger
- Diretto da: Alexander Sascha Thiel
- Scritto da: Roland Heep, Frank Koopmann

### Trama
La studentessa Jana Kress viene rapita in un'area di servizio davanti agli occhi di Semir e Ben. Inizialmente non si hanno notizie né degli autori del rapimento né del movente che ha spinto questi a compierlo. L'unica cosa certa è che Jana verrà uccisa una volta che i rapitori avranno ottenuto ciò che vogliono. Inizia così per Ben e Semir una corsa contro il tempo che li porterà a scoprire una misteriosa operazione della NATO risalente a 23 anni prima, un incidente che rischia ora di trasformarsi in disastro.
- Altri interpreti: Rudolf Kowalski (padre di Jana), Andrè Hennicke (Konstantin Aigner), Julia Hartmann (Jana Kress), Michael Härle (...)
- Ascolti Italia: telespettatori 2 556 000 - share 11,80%[2]